# Фоминых, Александр Яковлевич

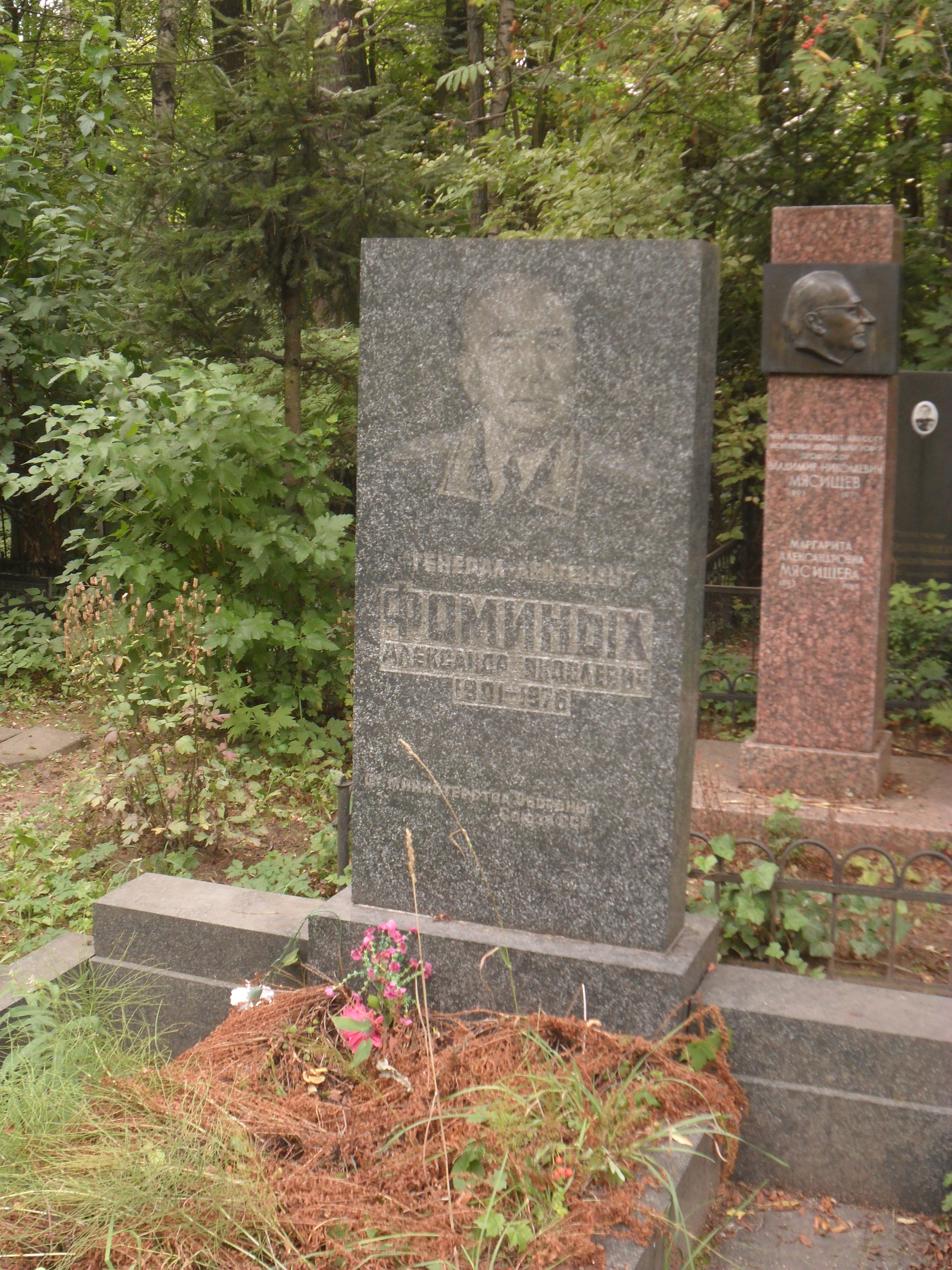
Могила Фоминых на Богословском кладбище Санкт-Петербурга.

Александр Яковлевич Фомины́х (1901—1976) — советский политработник Вооружённых сил, генерал-лейтенант.

## Биография
На военной службе с 1922 года. В 1926 году окончил Киевское высшее общевойсковое командное училище.
Окончил Военно-политическую академию имени В. И. Ленина (1935), Высшую военную академию им. К. Е. Ворошилова (1952).
С октября 1938 по июль 1939 г. — член военного совета Приволжского военного округа, с июля 1939 г. - 2-й Отд. Краснознам. армии.
В июне 1941 г. — член военного совета Западного особого военного округа.
С 22 июня по 3 июля 1941 года — член военного совета Западного фронта. Летом 1941 года после разгрома советского Западного фронта почти всё управление Западного фронта во главе с командующим войсками фронта Павловым было репрессировано, за исключением членов Военного совета фронта П. К. Пономаренко и А. Я. Фоминых.
Фоминых был понижен в звании (до полкового комиссара) и должности — с июля 1941 года был военным комиссаром 124-й стрелковой дивизии, с октября 1941 года — военным комиссаром тыла Юго-Западного фронта. С 17 декабря 1941 года по 6 августа 1942 года — член Военного совета 39-й армии, с ноября 1942 года — член Военного совета Северной группы войск Закавказского фронта, с 24 января 1943 года член Военного совета Северо-Кавказского фронта 2-го формирования. С 21 августа 1943 года по 9 июля 1945 года — член Военного совета Орловского военного округа 2-го формирования.
После войны — на политической работе в Советской армии. Проживал в Ленинграде.
Умер в 1976 году. Похоронен в Ленинграде (Санкт-Петербурге) на Богословском кладбище.

## Воинские звания
- 09.10.1938 — бригадный комиссар
- 09.03.1939 — дивизионный комиссар
- 19.06.1940 — корпусной комиссар
- 15.07.1941 — полковой комиссар.
- 06.12.1942 — генерал-майор
- 18.02.1958 — генерал-лейтенант